# ATC kód L01
ATC kód L01 Cytostatika je hlavní terapeutická skupina anatomické skupiny L. Antineoplastika a imunomodulující léčiva .

## L01A Alkylační látky

### L01AA Analogy dusíkatého yperitu
L01AA01 Cyklofosfamid
L01AA02 Chlorambucil
L01AA03 Melfalan
L01AA05 Chlormethin
L01AA06 Ifosfamid
L01AA07 Trofosfamid
L01AA08 Prednimustin
L01AA09 Bendamustin

### L01AB Alkylsulfonáty
L01AB01 Busulfan
L01AB02 Treosulfan
L01AB03 Mannosulfan

### L01AC Ethyleniminy
L01AC01 Thiotepa
L01AC02 Triazichon
L01AC03 Karbochon

### L01AD Deriváty nitrosomočoviny
L01AD01 Karmustin
L01AD02 Lomustin
L01AD03 Semustin
L01AD04 Streptozocin
L01AD05 Fotemustin
L01AD06 Nimustin
L01AD07 Ranimustin
L01AD08 Uramustin

### L01AG Epoxidy
L01AG01 Etoglucid

### L01AX Jiné alkylační látky
L01AX01 Mitobronitol
L01AX02 Pipobroman
L01AX03 Temozolomid
L01AX04 Dakarbazin

## L01B Antimetabolity

### L01BA Analogy kyseliny listové
L01BA01 Methotrexát
L01BA03 Raltitrexed
L01BA04 Pemetrexed
L01BA05 Pralatrexat

### L01BB Analogy purinu
L01BB02 Merkaptopurin
L01BB03 Tioguanin
L01BB04 Kladribin
L01BB05 Fludarabin
L01BB06 Klofarabin
L01BB07 Nelarabin

### L01BC Analogy pyrimidinu
L01BC01 Cytarabin
L01BC02 Fluoruracil
L01BC03 Tegafur
L01BC04 Karmofur
L01BC05 Gemcitabin
L01BC06 Kapecitabin
L01BC07 Azacitidin
L01BC08 Decitabin
L01BC09 Floxuridin
L01BC52 Fluoruracil, kombinace
L01BC53 Tegafur, kombinace
L01BC59 Trifluridin, kombinace
L01C Rostlinné alkaloidy a jiná přírodní léčiva

### L01CA Vinka alkaloidy a analogy
L01CA01 Vinblastin
L01CA02 Vinkristin
L01CA03 Vindesin
L01CA04 Vinorelbin
L01CA05 Vinflunin
L01CA06 Vintafolid

### L01CB Deriváty podofylotoxinu
L01CB01 Etoposid
L01CB02 Teniposid

### L01CC Deriváty kolchicinu
L01CC01 Demekolcin

### L01CD Taxany
L01CD01 Paklitaxel
L01CD02 Docetaxel
L01CD03 Paclitaxel-poliglumex
L01CD04 Kabazitaxel

### L01CX Jiné rostrlinné alkaloidy a přírodní léčiva
L01CX01 Trabektedin

## L01D Cytotoxická antibiotika a příbuzné látky

### L01DA Aktinomyciny
L01DA01 Daktinomycin

### L01DB Antracykliny a příbuzné látky
L01DB01 Doxorubicin
L01DB02 Daunorubicin
L01DB03 Epirubicin
L01DB04 Aklarubicin
L01DB05 Zorubicin
L01DB06 Idarubicin
L01DB07 Mitoxantron
L01DB08 Pirarubicin
L01DB09 Valrubicin
L01DB10 Amrubicin
L01DB11 Pixantron

### L01DC Jiná cytotoxická antibiotika
L01DC01 Bleomycin
L01DC02 Plikamycin
L01DC03 Mitomycin
L01DC04 Ixabepilon

## L01X Jiná cytostatika

### L01XA Platinová cytostatika
L01XA01 Cisplatina
L01XA02 Karboplatina
L01XA03 Oxaliplatina
L01XA04 Satraplatina
L01XA05 Polyplatilen

### L01XB Methylhydraziny
L01XB01 Prokarbazin

### L01XC Monoklonální protilátky
L01XC01 Edrekolomab
L01XC02 Rituximab
L01XC03 Trastuzumab
L01XC04 Alemtuzumab (vyřazen?)
L01XC05 Gemtuzumab ozogamicin
L01XC06 Cetuximab
L01XC07 Bevacizumab
L01XC08 Panitumumab
L01XC09 Katumaxomab
L01XC10 Ofatumumab
L01XC11 Ipilimumab
L01XC12 Brentuximab vedotin
L01XC13 Pertuzumab
L01XC14 Trastuzumab emtansin
L01XC15 Obinutuzumab
L01XC16 Dinutuximab beta
L01XC17 Nivolumab
L01XC18 Pembrolizumab
L01XC19 Blinatumomab
L01XC21 Ramucirumab
L01XC22 Necitumumab
L01XC23 Elotuzumab
L01XC24 Daratumumab
L01XC25 Mogamulizumab
L01XC26 Inotuzumab ozogamicin
L01XC27 Olaratumab
L01XC28 Durvalumab
L01XC29 Bermekimab
L01XC31 Avelumab
L01XC32 Atezolizumab
L01XC33 Cemiplimab
L01XC38 Izatuximab
L01XC39 Belantamab mafodotin

### L01XD Senzitizéry používané při fotodynamické terapii/radioterapii
L01XD01 Sodná sůl porfimeru
L01XD03 Methyl-aminolevulát
L01XD04 Kyselina aminolevulová
L01XD05 Temoporfin
L01XD06 Efaproxiral
L01XD07 Padeliporfin

### L01XE Inhibitory protein kinázy
L01XE01 Imatinib
L01XE02 Gefitinib
L01XE03 Erlotinib
L01XE04 Sunitinib
L01XE05 Sorafenib
L01XE06 Dasatinib
L01XE07 Lapatinib
L01XE08 Nilotinib
L01XE09 Temsirolimus
L01XE10 Everolimus
L01XE11 Pazopanib
L01XE12 Vandetanib
L01XE13 Afatinib
L01XE14 Bosutinib
L01XE15 Vemurafenib
L01XE16 Krizotinib
L01XE17 Axitinib
L01XE18 Ruxolitinib
L01XE19 Ridaforolimus
L01XE21 Regorafenib
L01XE22 Masitinib
L01XE23 Dabrafenib
L01XE24 Ponatinib
L01XE25 Trametinib
L01XE26 Kabozantinib
L01XE27 Ibrutinib
L01XE28 Ceritinib
L01XE29 Lenvatinib
L01XE31 Nintedanib
L01XE32 Cediranib
L01XE33 Palbociklib
L01XE34 Tivozanib
L01XE35 Osimertinib
L01XE36 Alektinib
L01XE37 Rociletinib
L01XE38 Kobimetinib
L01XE39 Midostaurin
L01XE40 Olmutinib
L01XE41 Binimetinib
L01XE42 Ribociklib
L01XE43 Brigatinib
L01XE44 Lorlatinib
L01XE45 Neratinib
L01XE46 Enkorafenib
L01XE47 Dakomitinib
L01XE48 Ikotinib
L01XE50 Abemaciklib
L01XE51 Akalabrutinib
L01XE52 Kvizartinib
L01XE53 Larotrektinib
L01XE54 Gilteritinib
L01XE56 Entrektinib
L01XE57 Fedratinib

### L01XX Jiná cytostatika
L01XX01 Amsakrin
L01XX02 Asparaginasa
L01XX03 Altretamin
L01XX05 Hydroxykarbamid
L01XX07 Lonidamin
L01XX08 Pentostatin
L01XX10 Masoprokol
L01XX11 Estramustin
L01XX14 Tretinoin
L01XX16 Mitoguazon
L01XX17 Topotekan
L01XX18 Tiazofurin
L01XX19 Irinotekan
L01XX22 Alitretinoin
L01XX23 Mitotan
L01XX24 Pegaspargasa
L01XX25 Bexaroten
L01XX27 Oxid arsenitý
L01XX29 Denileukin-diftitox
L01XX32 Bortezomib
L01XX33 Celekoxib
L01XX34 Erlotinib (vyřazen?)
L01XX35 Anagrelid
L01XX36 Oblimersen
L01XX37 Sitimagen ceradenovek
L01XX38 Vorinostat
L01XX39 Romidepsin
L01XX40 Omacetaxin-mepesukcinát
L01XX41 Eribulin
L01XX42 Panobinostat
L01XX43 Vismodegib
L01XX44 Aflibercept
L01XX45 Karfilzomib
L01XX46 Olaparib
L01XX47 Idelalisib
L01XX48 Sonidegib
L01XX49 Belinostat
L01XX50 Ixazomib
L01XX51 Talimogen laherparepvek
L01XX52 Venetoklax
L01XX53 Vosaroxin
L01XX54 Niraparib
L01XX55 Rukaparib
L01XX56 Etirinotekan pegol
L01XX57 Plitidepsin
L01XX58 Epakadostat
L01XX59 Enazidenib
L01XX60 Talazoparib
L01XX61 Kopanlisib
L01XX62 Ivozidenib
L01XX63 Glasdegib
L01XX64 Entinostat
L01XX65 Alpelisib
L01XX66 Selinexor
L01XX67 Tagraxofusp
L01XX68 Belotekan

## Poznámka
- Registrované léčivé přípravky na území České republiky.
- Informační zdroj: Státní ústav pro kontrolu léčiv, Všeobecná zdravotní pojišťovna.